# Abdel El-Saqua
Abdel El-Saqua (30 de janeiro de 1974) é um ex-futebolista profissional egípcio que atuava como defensor.

## Carreira

### Mansoura
El-Saqua se profissionalizou no El Mansoura, em 1995 e atuou no clube até 1999.

### Denizlispor
Em 1999, foi contrato pelo clube, em três temporadas fez 66 partidas pelo clube.

## Seleção
Abdel El-Saqua representou o elenco da Seleção Egípcia de Futebol no Campeonato Africano das Nações de 2010.
Pela seleção fez 112 partidas e quatro gols marcados.

## Títulos
Seleção Egípcia
- Campeonato Africano das Nações: 1994, 2006 e 2010